# Petralia Soprana
Petralia Soprana település Olaszországban, Szicília régióban, Palermo megyében. Lakosainak száma 2968 fő (2023. január 1.). Petralia Soprana Alimena, Bompietro, Gangi, Geraci Siculo, Petralia Sottana és Blufi községekkel határos.

## Népesség
A település lakossága az elmúlt években az alábbi módon változott:
| Lakosok száma | 3308 | 3242 | 2968 |
|               | 2017 | 2018 | 2023 |